# Jimmy Nicol
James George Nicol (Battersea, 3 agosto 1939) è un batterista britannico, noto per avere suonato per poche settimane nel 1964 con i Beatles, sostituendo il malato Ringo Starr.

## Inizio carriera
La carriera musicale di Nicol iniziò nel 1957, quando venne notato da Larry Parnes mentre suonava con varie band al "The 2 I's Coffee Bar" di Londra, in un periodo in cui la moda dello skiffle cedeva il passo al rock 'n' roll. Parnes suggerì a Nicol di unirsi alla band Colin Hicks & The Cabin Boys (capitanata da Colin Hicks, fratello di Tommy Steele): Nicol si prese prima una pausa per suonare nella pit bad per il musical Fings Ain't Wot They Used T'Be di Lionel Bart, in scena al Theatre Royal Stratford East; si unì quindi alla band di Hicks nella loro apparizione nel film Europa di notte (1958) (diretto da Alessandro Blasetti, in cui eseguivano Giddy Up a Ding Dong), a cui fece un breve tour in Italia. Con la band di Hick incise prima tre singoli con la Pye, poi in Italia firmarono un contratto con la Broadway International, per la quale realizzarono un EP e alcuni singoli.
Nei primi anni sessanta Nicol continuò a collaborare con altri artisti, fra cui Vince Eager and the Quiet Three (1959-1960), Oscar Rabin Band (1960) e Cyril Stapleton Big Band (1961) e come batterista turnista in sala di incisione per Charlie Katz (1961-1963, con musicisti delle orchestre di Ted Heath e Johnny Dankworth).
Nel 1964 formò con Bob Garner (ex bassista dei Merseybeats) la band The Shubdubs: gli altri componenti erano Tony Allen (voce), Johnny Harris (tromba), Quincy Davis (sassofono tenore) e Roger Coulam (organo - che avrebbe poi formato i Blue Mink). Era una jazz band simile a quella di Georgie Fame & the Blue Flames, con la quale Nicol collaborò quando divenne la band fissa al Flamingo Jazz Club di Londra e nel tour britannico nell'aprile-maggio 1964.

## Dieci giorni da Beatle

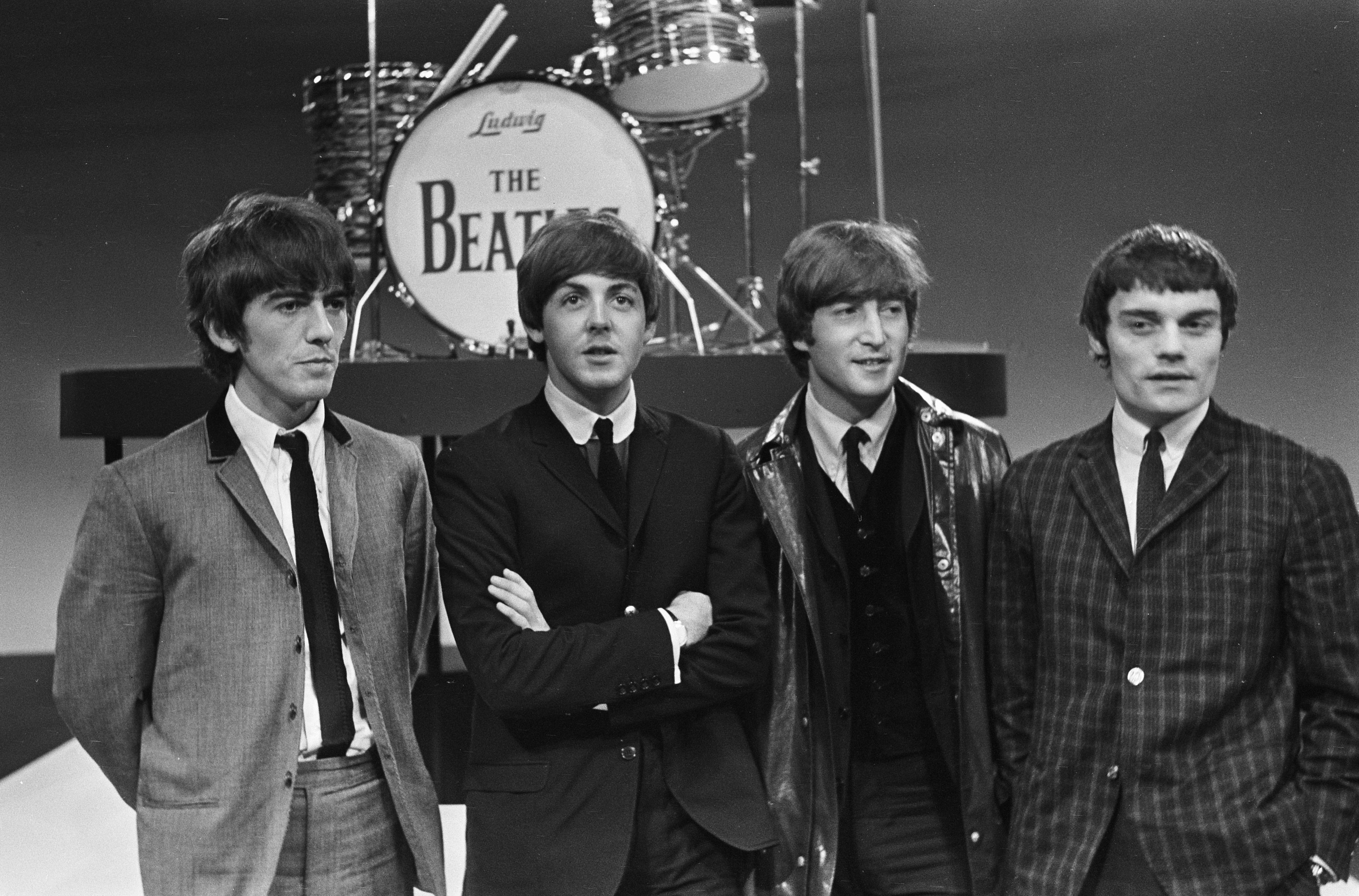
Jimmy Nicol (ultimo a destra) con i Beatles

La mattina del 3 giugno 1964, il giorno prima di partire per un tour mondiale, Ringo Starr stette male durante una seduta fotografica. Svenne e fu portato all'ospedale con una forte febbre: gli venne diagnosticata una tonsillite e imposto un ricovero per qualche giorno (le tonsille gli sarebbero state asportate a Natale).
Anni dopo confessò che l'avrebbe fatto anche gratis, ma Epstein gli propose 2.500 sterline a esibizione e un bonus di 2.500 sterline. «Quella notte non riuscii a dormire, ero uno dei fottuti Beatles!», disse in una intervista del 1988.
Il giorno dopo, il 4 giugno 1964, ci fu uno show a Copenaghen, in Danimarca e con i Beatles fece altri show, sino a quando Starr, ristabilitosi, raggiunse il gruppo a Melbourne, Australia, il 14 giugno.
Nicol, dal carattere molto timido, non riuscì a salutare il gruppo e se ne andò di notte mentre dormivano. All'aeroporto, Brian Epstein gli consegnò 500 sterline e un orologio d'oro con la scritta "From The Beatles and Brian Epstein to Jimmy - with appreciation and gratitude" (Dai Beatles e Brian Epstein a Jimmy - con apprezzamento e gratitudine). Nel viaggio di ritorno sull'aereo fu molto triste, si sentiva "come un bambino bastardo rifiutato dalla nuova famiglia".

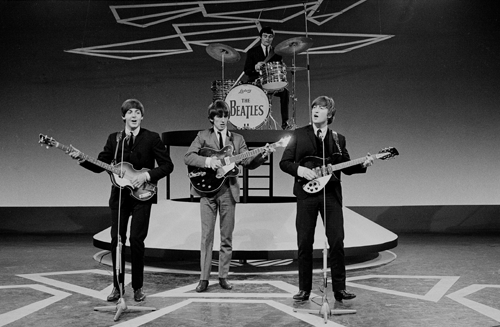
Jimmy Nicol in concerto con i Beatles nel 1964

Nicol ricevette in seguito circa 40.000 sterline per la sua esperienza con i Beatles. Una cifra per lui enorme, che gli consentì di vivere bene per qualche anno. Dopo però altre brevi e non molto fortunate esperienze musicali con gli Shubdubs, un divorzio e una bancarotta, andò a vivere in Australia, ma da qualche anno, dopo la falsa notizia della sua morte nel 1988, è ritornato a Londra.
Nicol nel 1988 disse che John Lennon, che secondo lui nascondeva la sua sensibilità dietro una maschera di cinismo e che beveva troppo, in quei giorni del 1964 gli rivelò che probabilmente suonava meglio di Ringo. Purtroppo, continuò, «you missed the ship» ("hai perso la nave").

## Concerti con i Beatles
- 4 giugno 1964: KB Hallen, Tivoli Gardens, Copenaghen, Danimarca.
- 5 giugno 1964: Treslong, Hilversum, Paesi Bassi, (Spettacolo televisivo, VARA).
- 6 giugno 1964: Auction Hall (Veilinghal), Blokker, Paesi Bassi.
- 9 giugno 1964: Princess Theatre, Kowloon, Hong Kong.
- 12 giugno 1964: Centennial Hall, Adelaide, Australia.
- 13 giugno 1964: Centennial Hall, Adelaide, Australia.

## Dopo i Beatles
Dopo l'esperienza con i Beatles, Nicol formò gli Shubdub, ribattezzandosi Jimmy Nicol e gli Shubdub: la band realizzò due singoli Husky / Don't Come Back e Humpty Dumpty / Night Train, nessuno dei quali fu un successo commerciale.
In seguito fu chiamato di nuovo a sostituire un batterista malato quando Dave Clark dei Dave Clark Five si ammalò e la band di Nicol, Jimmy Nicol e gli Shubdubs, sostituirono The Dave Clark Five a Blackpool, nel Lancashire.
Il ricordo della sua collaborazione con i Beatles gli aveva dato popolarità: ricevere un pacco di 5,000 lettere di fan trasmesse da un disc jockey della radio australiana; Nicol inviò un messaggio in risposta ringraziando i fan, promettendo che un giorno sarebbe tornato definitivamente in Australia.
Nicol ritrovò i Beatles quando la sua band apparve con i The Fourmost sullo stesso cartellone nella serata all'Hippodrome di Brighton il 12 luglio 1964: sembra però che Nicol e i Fab Four non riuscirono ad incontrarsi.
Nel 1965 Nicol dichiarò bancarotta con debiti di £ 4.066, nove mesi dopo essere stato un Beatle temporaneo. Nello stesso anno si unì al gruppo svedese di successo degli Spotnicks, effettuando incisioni e girando due volte il mondo. Li lasciò nel 1967, trascorrendo del tempo in Messico studiando ritmi di samba e bossa nova, diversificandosi anche nel mondo degli affari.
Nel 1975 tornò in Inghilterra occupandosi di ristrutturazioni abitative.
Nel 1984 partecipò ad una Beatles Convention ad Amsterdam, mentre tre anni dopo rilasciò la sua ultima intervista.
Nel 1988 si sparse la voce della sua presunta morte; solo nel 2005 un articolo del Daily Mail affermava invece che era ancora vivo e che viveva a Londra, rifiutandosi di fare interviste o parlare della sua esperienza con i Beatles. Nel 2017 la stessa fonte dichiarava che era ancora vivo e che viveva con la moglie in Messico, dove si era nuovamente trasferito nel 2013, rinunciando ad ogni contatto con amici e parenti.

## Eredità
Durante il breve periodo di Nicol con i Beatles sia Lennon sia McCartney gli chiedevano durante le prove come stava andando, la sua risposta era sempre: «It's getting better» ("sta andando meglio"). Tre anni dopo 
mentre McCartney stava portando a spasso il suo cane, Martha, insieme a Hunter Davies, il biografo ufficiale dei Beatles, parlando del tempo disse "is getting better" ("sta migliorando") e scoppiò a ridere, ricordandosi di Nicol. Questo episodio fu d'ispirazione per la canzone Getting Better inclusa nell'album Sgt. Pepper's Lonely Hearts Club Band del 1967. Sempre McCartney fece nuovamente riferimento a Nicol durante le "Get Back/Let It Be Sessions" del gennaio 1969, dicendo: «I think you'll find we're not going abroad 'cause Ringo just said he doesn't want to go abroad. And he put his foot down. So, us and Jimmie Nicol might go abroad». ("Non andremo all'estero, Ringo non vuole andare all'estero. Lo sapete, lui non si sposta mai... Però Jimmy Nicol ci va all'estero!").
Nel corso dello show radiofonico Fresh Air condotto da Terry Gross nell'aprile 2016, Tom Hanks disse di essersi in parte ispirato all'esperienza di Jimmie Nicol con i Beatles quando scrisse la sceneggiatura del suo film Music Graffiti del 1996.

## Discografia
Colin Hicks & His Cabin Boys
- Wild Eyes And Tender Lips / Empty Arms Blues (Pye 7N15114) – Novembre 1957
- La Dee Dah / Wasteland (Pye 7N15125) – Febbraio 1958
- Little Boy Blue / Jamabalaya (Pye 7N15163) – Novembre 1958
- Johnny Be Good / Mean Woman Blues / Tutti Frutti / Whole Lotta Shakin' Goin' On (EP - Broadway International, B 14) - 1958
- Dream Lover / A Teenager In Love (Broadway International, #1021) – 1959
- Tallahssee Lassie / Brand New Cadillac (Broadway International, #1022) – 1959
- Oh Boy / Rock and Roll Shoes (Broadway International, #1023) – 1959
- Giddy Up A Ding Dong / Hanging Around (Broadway International, #1024) – 1960

Johnny Harris
- Beatle Mania Special (EP - Top 6, T6508) – 1963
  - Lato A: She Loves You, Twist And Shout, Please Please Me
  - Lato B: I Wanna Hold Your Hand, From Me To You, Love Me Do

Artista(i) sconosciuto
- Beatle Mania Special (LP - Top 6, TSL 1) – 1964
  - Lato A: I Want To Hold Your Hand, Roll Over Beethoven, From Me To You, Till There Was You, Please Mr. Postman, Twist And Shout
  - Lato B: All My Loving, She Loves You, I Wanna Be Your Man, Love Me Do, Please Please Me, Money

Jimmy Nicol and The Shubdubs
- Humpty Dumpty / Night Train (Pye 7N15623 2) – Febbraio 1964 (UK) / Argo, #5464 – Marzo 1964 / Mar–Mar Records 313 – Maggio 1964 (USA)
- Husky / Please Come Back (Pye 7N15666) – Giugno 1964 (UK) (accreditato a Jimmy Nicol)
- Baby Please Don't Go / Shubdubery (Pye 7N15699) – Ottobre 1964 (UK)

The Sound of Jimmy Nicol
- Sweet Clementine / Bim Bam (Decca, F12017) – 19 marzo 1965 (UK)
- Sweet Clementine / Roaring Blue (Parrot, 45-9752) – aprile 1965 (USA)

The Spotnicks Introducing Jimmie Nicol
- Husky / Drum Diddley (SweDisc SWES 1111) – 1965 (Svezia)

Jimmie Nicol Show
- Jumpin' Jack Flash / Era Psicodelica Del A Go Go (Discos Orfeon LP-E-12-623) – 1969 (Messico)

Gruppo sconosciuto
- Blue Rain – 1971